# Joseph Franz
Joseph Franz (* 23. Februar 1704 in Linz, Oberösterreich; † 12. April 1776 in Wien) war ein österreichischer Jesuit und Naturwissenschaftler. 
Nach dem obligaten Noviziat wurde Franz 1719 in die Societas Jesu aufgenommen. Er studierte in Wien und wurde nach erfolgreichem Abschluss dieses Studiums dort mit einem Lehrauftrag betraut. 1734 ernannte man Franz an der Universität Wien zum Professor für Mathematik, Experimentalphysik und Astronomie. Zusammen mit einigen seiner Schüler, u. a. sein Ordensbruder Maximilian Hell, errichtete Franz an der Universität Wien ein  Observatorium (Jesuitensternwarte), das später in der Universitätssternwarte Wien aufging. Parallel zu diesen naturwissenschaftlichen Arbeiten fungierte Franz am Wiener Hof als Präzeptor für Joseph II. 1740 unternahm Franz eine ausgedehnte Studienreise nach Konstantinopel an die Hohe Pforte. Da gerade bei wissenschaftlichen bzw. politischen Unternehmungen exakte Sprachkenntnisse gefordert wurden, regte Franz nach seiner Rückkehr bei Hofe eine Übersetzerschule an. 1754 gründete Kaiserin Maria Theresia die K.k. Akademie für Orientalische Sprachen (später Konsular-Akademie, Vorläufer der heutigen Diplomatischen Akademie Wien) und berief Franz zu deren ersten Direktor. Sieben Wochen nach seinem 72. Geburtstag starb Joseph Franz am 12. April 1776 in Wien und fand dort auch seine letzte Ruhestätte.

## Rezeption
In seinen naturwissenschaftlichen Studien beschäftigte sich Franz u. a. mit der Regelmäßigkeit von Mondfinsternissen, den Berechnungen der Umlaufbahnen von Mond und Merkur, aber auch der Erforschung der Elektrizität. Als Leiter der Übersetzer-Akademie legte er sein Augenmerk nicht nur auf Sprachkenntnisse, sondern versuchte immer, seinen Schülern auch die Kultur dieser fremden Länder näherzubringen.

## Werke (Auswahl)
- De natura electricitatis. 1751.